# Inge van Hardenbroek
Aleid Ingeborg (Inge) barones van Hardenbroek van Ammerstol (Heemstede, 27 februari 1921 - Ravensbrück, 23 februari 1945) was een Nederlands studente en verzetsstrijder tijdens de Tweede Wereldoorlog.

## Biografie
Inge van Hardenbroek werd geboren in Heemstede als dochter van Arnoud Hendrik baron van Hardenbroek van Ammerstol en Cornelia Leembruggen. Vader Arnoud was directeur van de kalkzandsteenfabriek te Hillegom, die tussen 1940 en 1944 125 miljoen stenen voor de Luftwaffe produceerde. Hij stond bekend als felle aanhanger van de Duitsers en als ronduit anti-Brits. Als zodanig werd hij op 9 oktober 1945 gearresteerd en in oktober 1946 berecht door het Bijzonder Gerechtshof in Amsterdam. Wegens hulp aan de vijand in oorlogstijd werd hij veroordeeld tot een jaar gevangenisstraf met aftrek.
In tegenstelling tot vader Arnoud van Hardenbroek en zijn zoon Alfer (1916), waren zijn zoon Gijsbert (1903) en zijn dochters Mechteld (1918) en Inge fel anti-Duits. Net als haar zus Mechteld studeerde Inge van Hardenbroek in Utrecht en zat daar in het verzet. Ze had een tekentalent en werd ingezet bij het vervalsen van paspoorten en andere documenten. Bij een inval van de Duitsers op hun verzetsadres in Utrecht werd zij in 1944 gearresteerd en raakte ze later bij een vluchtpoging zwaar gewond. Ze overleed op 23 februari 1945 in het concentratiekamp Ravensbrück.

## Eerbetonen
- In Heerhugowaard is in 1999 het herdenkingsmonument Vrouwen uit het verzet geplaatst, dat is vervaardigd door Elly Baltus. In de sokkel zijn 22 namen van omgekomen verzetsvrouwen gegraveerd, waaronder die van Inge van Hardenbroek. In die stad is tevens een straat naar haar vernoemd.